# Jáchym Lantzinger
Jáchym Lantzinger OFM (?-1758), též Joachim Landzinger, počeštěně Lancinger byl v českých zemích žijící a působící františkán, a lektor na klášterních studiích františkánů. V roce 1749 působil jako učitel filozofie vzdělávající řádový dorost v klášteře u sv. Barbory v Opavě. Tehdy presidoval teze s obvyklým titulem Theses ex universa philosophia ad mentem ... Joannis Duns-Scoti, jejímiž obhájci byli františkánští bratři Pavel Leonhardt (Leonardt, †1786) a Rajmund Polentarius (†1803). Po několikaleté zkušenosti byl „povýšen“ na lektora teologie. Jako učitel bohosloví působil v blíže nezjištěném klášteře společně s Anaklétem Burgermeisterem. Přednášky obou si roku 1752 zapsal kněz Adolf Kraus (†1769). Františkán Jáchym Lantzinger zemřel 17. ledna 1758 v klášteře v Hostinném.